# Autódromo Hermanos Rodríguez
Koordinati:   19°24′15.11″N, 99°5′19.49″W
Autódromo Hermanos Rodríguez je dirkališče, ki leži v mehiškem mestu Mexico City. S presledki je med letoma 1962 in 1992 gostilo dirko Formule 1 za Veliko nagradi Mehike, na prenovljenem dirkališču ponovno poteka od sezone 2015. Poimenovano je po bratih Ricardu in Pedru Rodríguezu, ki sta se oba smrtno ponesrečila.

## Zmagovalci
Roza ozadje označuje dirko, ki ni štela za prvenstvo Formule 1.
| Leto | Dirkač                  | Moštvo                     | Poročilo |
| ---- | ----------------------- | -------------------------- | -------- |
| 2024 | Carlos Sainz Jr.        | Ferrari                    | Poročilo |
| 2023 | Max Verstappen          | Red Bull Racing-Honda RBPT | Poročilo |
| 2022 | Max Verstappen          | Red Bull Racing-RBPT       | Poročilo |
| 2021 | Max Verstappen          | Red Bull Racing-Honda      | Poročilo |
| 2019 | Lewis Hamilton          | Mercedes                   | Poročilo |
| 2018 | Max Verstappen          | Red Bull-TAG Heuer         | Poročilo |
| 2017 | Max Verstappen          | Red Bull-TAG Heuer         | Poročilo |
| 2016 | Lewis Hamilton          | Mercedes                   | Poročilo |
| 2015 | Nico Rosberg            | Mercedes                   | Poročilo |
| 1992 | Nigel Mansell           | Williams-Renault           | Poročilo |
| 1991 | Riccardo Patrese        | Williams-Renault           | Poročilo |
| 1990 | Alain Prost             | Ferrari                    | Poročilo |
| 1989 | Ayrton Senna            | McLaren-Honda              | Poročilo |
| 1988 | Alain Prost             | McLaren-Honda              | Poročilo |
| 1987 | Nigel Mansell           | Williams-Honda             | Poročilo |
| 1986 | Gerhard Berger          | Benetton-BMW               | Poročilo |
| 1970 | Jacky Ickx              | Ferrari                    | Poročilo |
| 1969 | Denny Hulme             | McLaren-Ford               | Poročilo |
| 1968 | Graham Hill             | Lotus-Ford                 | Poročilo |
| 1967 | Jim Clark               | Lotus-Ford                 | Poročilo |
| 1966 | John Surtees            | Cooper-Maserati            | Poročilo |
| 1965 | Richie Ginther          | Honda                      | Poročilo |
| 1964 | Dan Gurney              | Brabham-Climax             | Poročilo |
| 1963 | Jim Clark               | Lotus-Climax               | Poročilo |
| 1962 | Trevor Taylor Jim Clark | Lotus-Climax               | Poročilo |